# São João da Serra
São João da Serra est une municipalité brésilienne située dans l'État du Piauí.